# Brikettierung

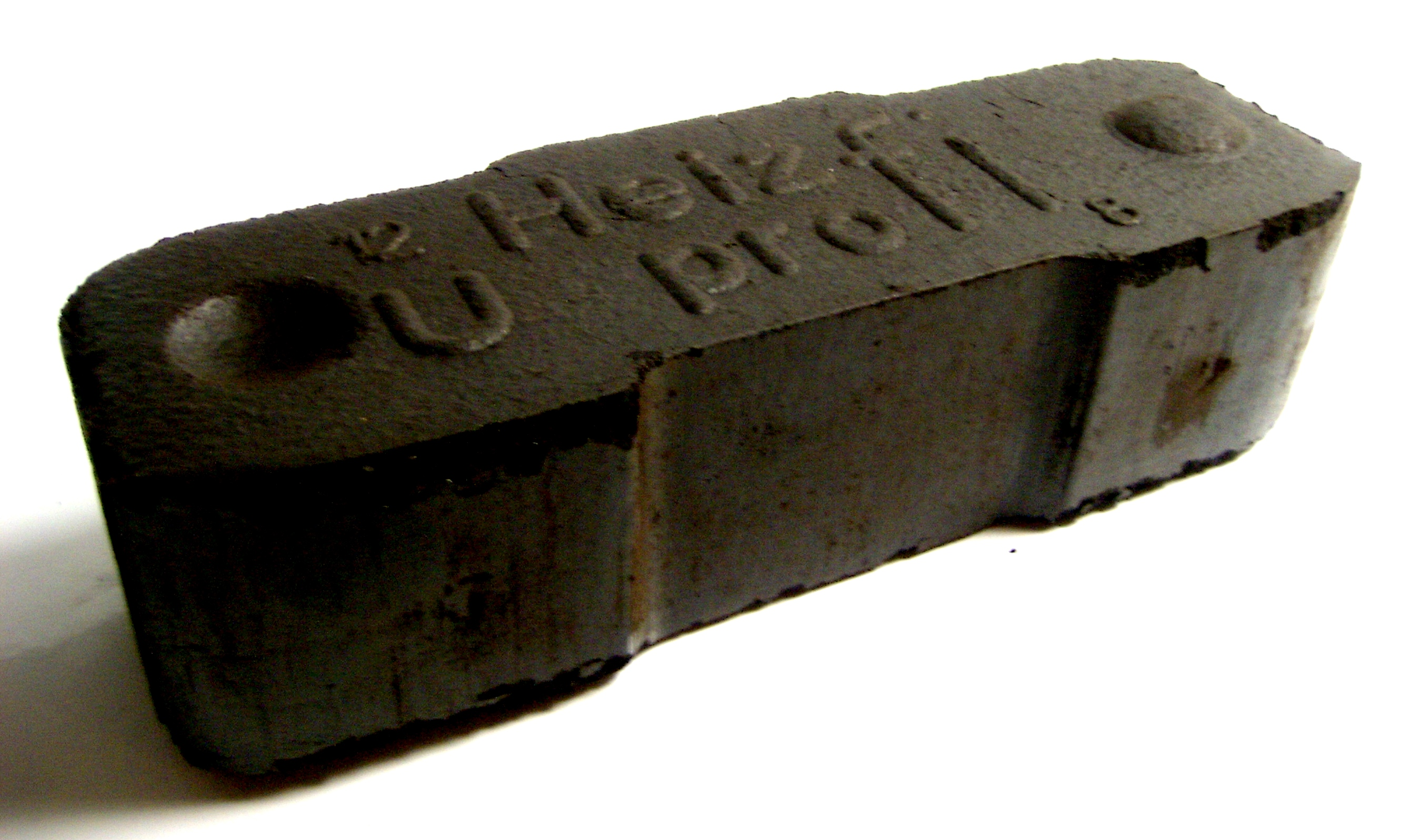
Ein Brikett aus Braunkohle

Die Brikettierung ist ein Verfahren der Pressagglomeration von Materialien. Diese Zusammenballung der Partikel unter erhöhtem Druck erlaubt eine Verdichtung von Stäuben oder Spänen zu geformten Briketts. Zunächst für staubartige Feinkohle entwickelt, findet das Verfahren heute seine Anwendung für zahlreiche Materialien. So werden unter anderem Holzstäube und -späne zu Holzbriketts komprimiert. Auch Schleif- und Fräsabfälle (Metalle, Schaumpolystyrol, Späne andere Kunststoffe), Ofenstäube, Torf, Altpapier, Feinfraktionen aus der Naturfaserverarbeitung und sogar Klärschlamm werden auf diese Weise verdichtet.

## Funktionsweise und Eigenschaften
Bei der Pressagglomeration werden aufgeschüttete Partikel durch Einwirkung äußerer Druckkräfte verdichtet. Dabei nimmt die Zahl der Kontaktflächen zwischen den Partikeln zu. Durch die Umordnung der Partikel verringert sich die Porosität und durch die plastische Verformung im Kontaktbereich wird die Haftung stark erhöht. Infolge der dabei auftretenden hohen Reibungskräfte können dabei örtlich Versinterungsvorgänge auftreten. Mit der Brikettierung wird folglich einerseits das Volumen der zu brikettierenden Partikel erheblich reduziert (bei Holzbriketts etwa um den Faktor 1:6 – 1:8, bei Schaumpolystyrol sogar um den Faktor 1:200). Durch die Zusammenballung erhält das Material andererseits Eigenschaften, die denen von vergleichbarem massiven Material (z. B. Kohle, Massivholz usw.) ähneln oder ihnen gleichkommen.
Vorteile der Brikettierung gegenüber dem Ursprungsmaterial liegen vor allem in der hohen Dichte sowie bei brikettierten Brennstoffen in der hohen Energiedichte und der damit verbundenen Brennstoffhomogenität sowie den verbesserten Dosiermöglichkeiten. Mit der Agglomeration sind zudem logistische Vorteile verbunden (bessere Handhabbarkeit, geringe Staubentwicklung bei Umschlagprozessen) und aufgrund des geringen Wassergehalt vor allem bei Holzbriketts auch eine verbesserte Lagerstabilität. Durch Zuschlagstoffe können zudem die chemisch-technischen Eigenschaften verändert werden, beispielsweise die Brennstoffeigenschaften bei brikettierter Kohle und Holz. Der Hauptnachteil sind die entstehenden hohen Kosten für die Brikettierung (und auch Pelletierung), die insbesondere bei den Brennstoffen durch die hohe Nachfrage und die hohen Erdöl- und -gaspreise ausgeglichen werden.
Je höher der Staubanteil in der zu brikettierenden Fraktion, desto eher krümeln Briketts aus. Bei längerer Lagerung zerfallen sie eventuell. Bei Steinkohlenbriketts werden daher bei der Brikettierung Bindemittel wie Teer zugesetzt.

## Verfahrensweisen

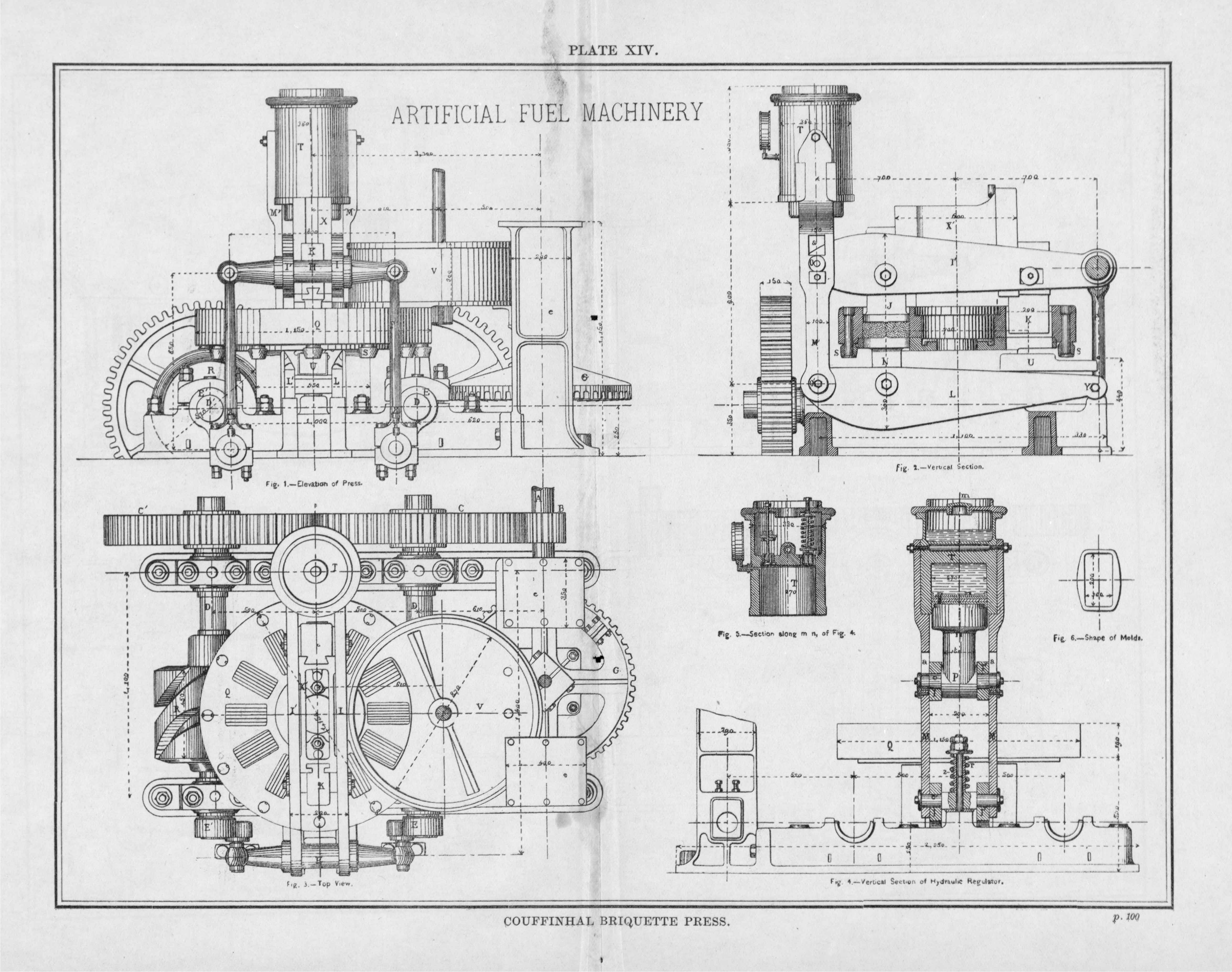
Couffinhal-Brikettpresse (um 1900)

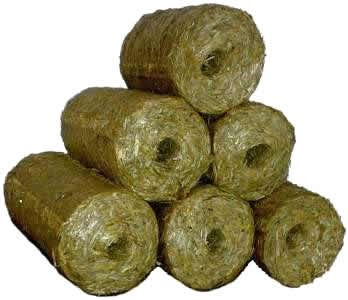
Strohbriketts aus dem Strangpressverfahren

Für die Brikettierung werden im Wesentlichen drei Verfahrensweisen angewendet. Neben den hauptsächlich eingesetzten Strangpressen können auch Walzenpressen sowie ein Presskammerverfahren eingesetzt werden. Bei allen drei Verfahren werden die Partikel über einen äußeren Druck verdichtet. Heute werden zur Brikettierung fast ausschließlich hydraulische Brikettieranlagen eingesetzt. Zur Verminderung der Reibung und damit der Versinterung werden häufig Gleitmittel (etwa Glycerin, Graphit, Paraffine) zugegeben.
Der typische Leistungsumfang kleiner hydraulischer Brikettpressen liegt zwischen 50 und 100 kg/h. Bei Pressen zur Brikettierung von Holz oder Kunststoffen bedarf es besonderer Sorgfalt, damit keine Metallteile in die Presse gelangen und so Spannzangen oder andere Werkzeugteile beschädigen. Aufgrund der erheblichen hydraulischen Kräfte kann es häufiger zu Störungen kommen.
Während Kriegs- und Nachkriegszeiten, in denen Kohle knapp und teuer war, war neben der industriellen Dampf-, Stoßkolben- oder hydraulischen Brikettpresse auch das Brikettieren von Hand oder mit einfachsten selbstgebauten Konstruktionen verbreitet. Dabei wurden vor allem Papier oder Sägemehl angefeuchtet, mit Bindfäden oder zwei zusammengebundenen Brettern zusammengepresst und getrocknet. Diese selbstgemachten Briketts wurden an Stelle von Kohle verheizt.

## Brikettierung von Abfallstoffen

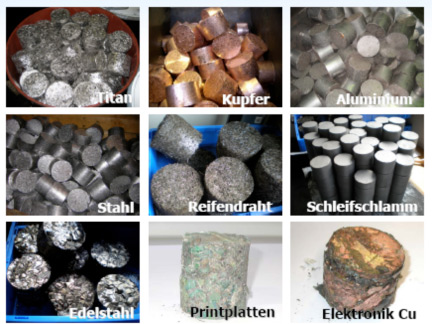
Briketts aus verschiedenen Abfallstoffen

Die Pressagglomeration von metallischen und nicht metallischen Rohstoffen stellt einen wichtigen Beitrag für die Recyclingwirtschaft dar. Industrielles Abfallmaterial (Späne, Stäube, Schlämme etc.) wird in einer Brikettierpresse unter einem hohen Verdichtungsdruck komprimiert und zu Briketts verarbeitet. Die fertigen Briketts stellen einen wertvollen Sekundärrohstoff dar. So können Briketts, im Gegensatz zu losen Metallspänen, problemlos wieder eingeschmolzen werden. Bei der Brikettierung von Schleifschlämmen werden Kühl- und Schmiermittel ausgepresst, welche ebenfalls in den Kreislauf rückgeführt werden können.
Aus ökonomischer Sicht stellt das Brikettieren von Abfallstoffen eine erhebliche Wertsteigerung des Ausgangsmaterials dar. Darüber hinaus ergeben sich Vorteile durch die Volumenreduktion für Lagerung und Transport des Materials sowie eine reduzierte Angriffsfläche für Oxidationsprozesse.